# Семчев Олександр Львович
Олександр Львович Семчев (нар.. 16 квітня 1969, Вишній Волочок, Калінінська область, Російська РФСР, СРСР) — російський актор театру і кіно, кінорежисер, продюсер. Заслужений артист Російської Федерації (2003).

## Біографія
Олександр Львович Семчев народився 16 квітня 1969 року в Вишньому Волочку Калінінської області. Після школи був призваний до лав армії. Службу проходив у космічних військах. Потім вступив до театрального училища імені Бориса Щукіна (курс вгена Симонова. Після смерті Симонова курс вела Валентина Ніколаєнко). Навчання в театральному училищі поєднував з роботою в театрі «Сучасник».
Після закінчення училища в 1997 році кілька місяців пропрацював у театрі «Сатирикон», а потім на запрошення Олега Єфремова перейшов до МХТ імені Чехова.
Серед його основних ролей — Бутон у «Кабалі святош» (за Михайлом Булгаковим), Горб у «Новому американці» (за п'єсою Сергія Довлатова), стражник Жона в «Антигоні» (за п'єсою Жана Ануя).
У кінематографічній кар'єрі Семчева переважали ролі в телесеріалах («Марш Турецького», «Маросейка, 12», «зупинка на вимогу», «Кордон. Тайговий роман», «Сищики» тощо) і кримінальних стрічках.
За роль Ларіосіка у виставі Сергія Женовача «Біла гвардія» у 2004 році Олександр Семчев був удостоєний театральної премії «Чайка»(номінація — «Найкраща комедійна роль»).
Працював на телебаченні. З 2001 по 2002 рік був ведучим програми про народних умільців «Знай наших!» на СТС, а з 2002 по 2004 рік працював ведучим дитячої програми «Слідство веде Колобков» на «Першому каналі».
Також Семчев знімався в рекламі (наприклад, пива «Товстун», лотереї «Доступне житло»).
25 вересня 2015 року актор взяв участь у театралізованих онлайн-читаннях творів Антона Чехова «Чехов живий».
Семчев почав повніти з 23 років, а в кар'єрі його вага почали використовувати «як фактура», бо людину з такою вагою нелегко знайти в акторському середовищі. Вага досягала 200 кг. Почався цукровий діабет 2-го типу, до початку схуднення рівень глюкози в крові досягав 17 ммоль на літр. Восени 2018 року повідомив, що позбувся 40 зайвих кілограмів. У 2019 році напередодні свого 50-річчя схуд на 100 кілограмів.

### Сім'я
Був двічі одружений.
- Перша дружина — вчителька Юлія Панова.
- Друга дружина — художник по костюмах Людмила Воронова.
- Є три сини: Федір, Кирило і Павло[8].

Кирило — від першого шлюбу з Юлією Пановою, від другого шлюбу — син Федір (нар. 2005) і позашлюбний син від Тетяни Можинової — Павло Можинов, який проживає в Почепі Брянської області та працює залізничником. У телепередачі «Нехай говорять» Олександр Семчев проігнорував особисту зустріч з позашлюбним сином Павлом.
Через п'ять років в рамках програми «Пусть говорят» відбулася нова зустріч батька і сина.
У 2019 році у Павла народилася дочка Валерія, таким чином Олександр вперше став дідусем.

## Творчість

### Ролі в театрі
- 1997 — «Одруження» Миколи Гоголя — Яєчня
- «Кабала святош» Михайла Булгакова — Бутон
- «Новий американець» за п'єсою Сергія Довлатова — Горб
- 2001 — «Антігона» Жана Ануя — Стражник Жона
- 2001 — «Старосвітські поміщики» Миколи Миколи Гоголя — Афанасій Іванович
- 2002 — «Качине полювання» Олександра Вампілова — Саяпін
- 2004 — «Біла гвардія» Михайла Михайла Булгакова — Ларіосик
- 2004 — «Тартюф» Жана-Батіста Мольєра — Оргон
- 2012 — «Подія» за Володимиром Набоковим — Опояшина

## Телебачення
- Справа хазяйська (НТВ, 1999)
- Кышкин будинок (НТВ, 2001)
- Знай наших! (СТС, 2001—2002)
- Слідство веде колобків (ОРТ / Перший канал, 2002—2004)
- Народна лотерея «Доступне житло» (ТНТ, 2011)
- Хто хоче стати мільйонером? (Перший канал, 2018—2020)

### Фільмографія

#### Акторські роботи
1. 1999 — Небо в алмазах — гор Кощєєв
2. 2000 — Весілля —  Борзов
3. 2000 — 2001 — Зупинка на вимогу —  Жора
4. 2000 — Перший мільйон /  Pierwszy milion  —  Піки
5. 2001 — Змотуй вудки —  митник
6. 2001 — Під Полярною зіркою
7. 2001 — Сищики —  Баболюбов
8. 2001 — Кордон. Тайговий роман —  майор Сердюк, замполіт
9. 2002 — Льодовиковий період —  заступник прем'єр-міністра Петро Свєшніков
10. 2002 — Росіяни в місті ангелів —  Митков
11. 2002 — Театральний роман —  Єлагін / Патрикеєв
12. 2003 — Козеня в молоці
13. 2003 — Залізничний романс —  начальник Олексія
14. 2003 — Колгосп інтертейнмент —  директор кооперативу «Флорафільм»
15. 2003 — Завжди говори «завжди» —  сусід
16. 2003 — Маша Портер і Чарівне кільце —  Боря
17. 2003 — Дільниця —  капітан Терепаєв
18. 2003 — Історія весняного призову —  майор військкомату
19. 2003 — З ніг на голову —  слідчий
20. 2003 — Північний сфінкс —  доктор Алексєєв
21. 2003 — Єралаш № 167 — «Обережно, злий собака!» —  тато Смирнова
22. 2004 — Навіть не думай 2: Тінь незалежності —  Рудик
23. 2005 — Королева бензоколонки 2 —  Зленко
24. 2005 — Ніч в стилі Disco —  Дід Мороз
25. 2005 — Мріяти не шкідливо —  Артур
26. 2005 — Справа про «Мертвих душах» —  Собакевич
27. 2005 — Дванадцять стільців —  Євген Петров
28. 2005 — Людина у футлярі, людина в пальто і людина у фраку —  Аркадій Бєліков
29. 2005 — Брежнєв —  письменник-спічрайтер
30. 2005 — Персона нон грата —  Чапа
31. 2006 — Зачарована дільниця —  капітан Терепаєв
32. 2006 — Квіти для Снігової королеви —  Віталій Шацький, кінопродюсер
33. 2006 — Дівчата
34. 2006 — Золоте теля —  Берлага
35. 2007 — Корольов —  Ульріх
36. 2007 — День виборів —  О. С. Ємельянов, діючий губернатор
37. 2007 — Репортери —  Айгар Трепше, латиський політик
38. 2007 — Ліквідація —  Еммануїл Гершевіч Шмукліс (Еммік), адвокат
39. 2007 — Щастя (короткометражний телевізійний фільм) —  Павло «Паша» Семенович, бандит
40. 2007 — Головне — встигнути —  Матвій, лікар
41. 2007 — Артисти —  директор Палацу Культури
42. 2007 — Мовчун (Україна) —  Варлей, один Олексія Юдіна
43. 2007 — Щасливі разом —  «запрошена знаменитість в супермаркет» (камео)
44. 2008 — Ілюзія страху —  Пеньковський / царедворець
45. 2008 — Ти і я —  Леонід
46. 2008 — Дуже російський детектив —  шеф поліції
47. 2009 — Чоловік моєї вдови —  Шафа
48. 2010 — Я не я —  бандит
49. 2010 — Наша Russia. Яйця долі —  Бізон
50. 2010 — Іграшки —  майор / підполковник Бондаренко
51. 2010 — Око за око —  Мелешко-Гутман
52. 2010 — Варення з сакури —  товстий чоловік
53. 2011 — Найкращий фільм 3-ДЕ —  дядько Паша
54. 2011 — Фарфорова весілля —  Володя Кротов
55. 2011 — Костоправ —  доктор Фокіш
56. 2011 — Рік білого слона —  кіт Батон
57. 2011 — Синдром дракона —  Володимир Йолкін
58. 2011 — Відкриті двері /  Dure Bac  —  хірург
59. 2012 — Велика ржака —  полковник
60. 2012 — От винта!  (Озвучка)
61. 2012 — Татусеві дочки. Суперневести —  суддя (396)
62. 2013 — Друге повстання Спартака —  полковник, начальник табору
63. 2014 — Гена Бетон —  Фатьянов
64. 2014 — Пітер-Москва —  пасажир
65. 2015 — Кухня —  Микола Мар'янович Скворцов, префект округу
66. 2015 — Пенсільванія —  Анатолій Германович Подгорнов, глава адміністрації селища Поліванова
67. 2017 — Останній богатир —  Чудо-Юдо
68. 2017 — Сальса —  Олег Іванович
69. 2017 — Учениця Мессінга —  Володимир Олександрович Кравець, директор Магаданської філармонії
70. 2017 — Тільки не вони —  майор поліції
71. 2018 — Сусіди —  П'ятаков
72. 2018 — Годунов —  окольничий Петро Головін, скарбник
73. 2018 — Заповідник —  Митрофанов
74. 2019 — Контакт —  Венедикт
75. 2020 — Вовк —  Артур Янович Кіпніс
76. 2020 — Останній богатир: Корінь зла —  Чудо-Юдо
77. 2020 — Конференція —  Олег, чоловік Наталії
78. 2021 — Угрюм-ріка
79. 2021 — Доля диверсанта

#### Режисерські роботи
1. 2006 — Дівчата (спільно з Михайлом Левітіним)

## Нагороди та звання
- Орден Дружби (21 серпня 2018 року) — за великий внесок у розвиток вітчизняної культури, мистецтва, засобів масової інформації та багаторічну плідну діяльність[11]
- Заслужений артист Російської Федерації (1 вересня 2003 року) — За заслуги в галузі мистецтва.

## Правопорушення
В ході бійки з режисером Василем Сігарьовим 26 березня 2014 року актор впустив Сігарева на вітрину ювелірного магазину. Сума збитку оцінюється в 60 000 рублів.

## Примітка
1. ↑  Всему своё времечко. Новая газета. 15 квітня 2002. Архів оригіналу за 2 листопада 2018. Процитовано 23 жовтня 2018. [Архівовано 2018-11-02 у Wayback Machine.]
2. ↑  ДОЗНАНИЕ СЛЕДОВАТЕЛЯ КОЛОБКОВА. Тихоокеанская звезда. 15 березня 2002. [Архівовано 2018-10-24 у Wayback Machine.]
3. ↑  ВСЁ ЛУЧШЕЕ - ДЯДЯМ?. ТВ Дайджест. 30 січня 2003.
4. ↑  "Толстяк" отказался от толстяка. Ведомости. 12 квітня 2002.
5. ↑  200-килограммовый Семчев стремительно похудел: Кино: Культура: Lenta.ru
6. ↑  Александр Семчев рассказал о диабете, который получил из-за лишнего веса
7. ↑  Актер Александр Семчев сбросил центнер: Кино: Культура: Lenta.ru
8. ↑  Александр Семчев бросил двоих сыновей от разных женщин (рос.). Женский журнал Домашний Очаг. Процитовано 27 лютого 2018.
9. ↑  ВИДЕО «Пусть говорят» — Александр Семчев, эфир 22 апреля 2014 г.
10. ↑  «Говорим и показываем» Александр Семчев оказался многодетным отцом// НТВ
11. ↑  Указ Президента Российской Федерации от 21 августа 2018 года № 488 «О награждении государственными наградами Российской Федерации»
12. ↑  Актёр Семчев разбил витрину// Life News